# Alpaida trispinosa
Alpaida trispinosa es una especie de araña tejedora de orbe del género Alpaida, de la familia Araneidae, orden Araneae. Fue descrita por Keyserling en 1892.
Se distribuye por América: desde Panamá hasta Argentina. Fue publicada en Die Spinnen Amerikas. Epeiridae. Bauer & Raspe, Nürnberg 4: 1-, 208.